# CONSOL
Le CONSOL est un système de radionavigation développé pendant la Seconde Guerre mondiale, principalement pour les sous-marins et pour l'aviation, permettant de se positionner par triangulation angulaire grâce à deux ou trois sites d'émission. Il fut initialement développé par l'Allemagne sous le nom de Sonne.

## Principes
Le CONSOL est un perfectionnement des radiophares non directionnels, évitant le besoin d'une mesure radiogoniométrique à bord des mobiles. Par adjonction d'une modulation de diagramme de rayonnement, le signal reçu dépend de la direction du récepteur par rapport à l’émetteur. L'opérateur devait compter les impulsions entendues pour déterminer l'angle, donc, in fine, le QDR.
Comme les radiophares classiques, le CONSOL utilisait la bande de fréquences 250-350 kHz. Sa précision de 0,5 à 2 milles nautiques, dépendait de la distance, de la géométrie et de l'opérateur. La chaîne de Stavanger-Brest est restée active jusqu'en 1970 pour la localisation des navires et des avions.
L'émetteur français était situé à Plonéis. Il a été construit en 1949 et mis en service en 1950. Il y avait trois antennes, alimentées par un même signal, déphasé de telle façon que ce qui était entendu par une station distante dépendait du radial où était le récepteur.
Les antennes ont été déposées en 1986. Elles faisaient chacune plus de 100 mètres de haut. Elles étaient situées à Plonéis, Guengat et Pluguffan, près de l'aéroport de Quimper.

## Usage
Le Consol permet de connaitre la position à l'intérieur d'un secteur (circulaire) donné, d'un site d'émission donné (défini par sa fréquence).
Pour connaître sa position, il faut, tout d'abord, savoir dans quel secteur (disons de 30°) on se trouve. Si le niveau de signal est suffisant, l'aiguille de l'ADF pourra aider.
Il faut, ensuite, écouter la station choisie et compter le nombre de signaux que l'on reconnait à chaque minute : il y en a, en tout, soixante, une suite de "points" et une suite de "traits" (un peu comme en Morse), ou vice-versa. Une carte appropriée montre les lignes (des radiales) où l'on est supposé entendre un certain nombre de points (ou de traits), ce qui donne le QDR. Le système est relativement précis si le décompte des points et des traits est, lui aussi, précis. Dans un secteur (disons de 30°), il y a 120 radiales dûment identifiées, ce qui devrait donner le quart de degré en résolution. La difficulté se trouve lors de la transition entre points et traits. Si l'on reconnait clairement 55 parmi les 60 signaux, il faut ensuite distribuer astucieusement les 5 signaux "perdus". In fine, la précision angulaire est comparable à celle du VOR.
Pour connaitre sa propre position, il faut ensuite essayer de trouver l'intersection des lignes (des rayons) donnant l'angle par rapport à deux stations différentes (donc les 2 QDR) ; mais il n'y a jamais eu beaucoup de stations. Outre les stations citées ci-dessus, il a dû y en avoir, dans l'Atlantique Nord, une en Irlande (Bush Mills) et une autre près de Boston, sur l'île de Nantucket. A précision angulaire constante, l'incertitude sur la position va croître avec la distance entre stations.
Une autre difficulté évidente est que compter des points et des traits occupe une personne à 100% de son temps pendant certaines périodes de temps. De plus, comme il faut être sûr du secteur où l'on se trouve avant de commencer à compter le nombre de signaux, il ne faut pas trop tarder avant de commencer ce travail.
Si l'on se trompe de secteur, il y aura bien une radiale correspondant au nombre de points et de traits trouvés, mais, en termes de QDR, l'erreur sera de l'ordre de 30°, comme le montre la carte.
La façon d'utiliser la position donnée par le système CONSOL (un ou plusieurs QDR) et par le système VOR est très comparable, sauf que :
- avec le VOR, pas besoin de savoir - à priori - dans quelle zone on se trouve
- le VOR calcule l'angle automatiquement (pas besoin de compter des "points" ou des "traits")
- le VOR a une portée radioélectrique limitée (portée optique donc mesurée en centaines de kilomètres) ... une station CONSOL pouvant être entendue très loin, à mille ou deux mille kilomètres des sites d'émission.

### Exemple de carte Consol
Rattachée à l'article "SONNE/CONSOL and CONSOLAN", se trouve une carte de l'Ouest de l'Angleterre et de l'Irlande.
A l'Ouest du Méridien 008° W, on y trouve une grille Consol, correspondant à la fois aux stations de Stavanger (en rouge) et Bush Mills (en vert). On y voit, en particulier, les radiales correspondant à des dizaines de points et à des dizaines de traits :
- au large de Tiree, par 56° 30' Nord, les radiales de Stavanger et de Bush Mills sont presque perpendiculaires ; celui qui peut reconnaitre les signaux à un point (ou à un trait) près aura, alors, une position avec une incertitude meilleure que de 2 milles en Latitude et que 1 mille en Longitude.

- à contrario, celui qui navigue proche des Îles d'Aran, au Sud du 55° N et 008° 30' W, aura ces 2 stations Consol presque alignées et, donc, une très grande incertitude en termes de Longitude.

- quant à celui qui part des Îles d'Aran pour Tiree, il aura navigué dans 4 secteurs différents de la station de Bush Mills et aura pu entendre une séquence de 60 points en trois endroits différents de son voyage (pour un vol de près de 90 milles, donc, à priori, moins d'une heure de vol).

## Historique
Durant la seconde Guerre Mondiale, la question du positionnement précis des escadrilles de bombardement nocturne était cruciale.
Alors que les Britanniques, pétris de tradition navale, se fièrent, au moins au début de la guerre, aux méthodes traditionnelles de navigation astronomique (visée d'étoiles au sextant à travers une coupole transparente ou astrodôme et pointage sur une carte papier), ce qui se révéla ensuite inadapté, en particulier pour les bombardiers rapides, les Allemands développèrent des méthodes de navigation et de guidage basées sur la radio navigation  et la radiogoniométrie.
Ils créèrent divers systèmes dérivés du radiobalisage type Lorentz destiné au pilotage sans visibilité, comme le Knickbein ou le X Gerät, systèmes que les Anglais s'empressèrent de tenter de brouiller, déclenchant ce qui fut connu comme la Bataille des faisceaux, menée par le physicien britannique Reginald Victor Jones.
L'Elektra Sonne avec ses faisceaux rayonnant depuis trois émetteurs
(Lugo en Espagne franquiste, Ploneïs et Stavanger en Europe occupée) fut toutefois épargné par les contre-mesures britanniques.
R.V. Jones en avait parfaitement percé les secrets, et recommanda à l'État Major de s'abstenir de bombarder les émetteurs, mais plutôt de copier les cartes et les récepteurs capturés (des récepteurs capables de traiter des signaux en modulation d'amplitude) sur des avions abattus  pour en équiper l'aviation britannique.
Il semblerait même que les Anglais aient fourni des composants électroniques à l'Espagne pour assurer la maintenance de l'émetteur de Lugo à la fin de la guerre tant le système Elektra Sonne / Consol leur était utile.
Après Guerre, le système Elektra Sonne, considéré comme une prise de guerre, tomba dans l'escarcelle de la société British Marconi, qui l'exploita pour l'usage civil sous la marque Consol, jusqu'à son obsolescence dans les années 1970 avec l'apparition des systèmes de navigation satellitaires américains et soviétiques (Transit, GPS et GLONASS).
Le système CONSOL fut reconnu par l'OACI. Du coup, d'autres installations furent ultérieurement mises en service, en particulier en Asie.